# Bert Hellinger
Anton "Suitbert" Hellinger (Leimen, 16 de Dezembro de 1925 – Bischofswiesen, 19 de Setembro de 2019), também conhecido como Bert Hellinger, foi um psicoterapeuta alemão e inventor da pseudociência conhecida como constelação familiar.

## Biografia
Nascido em Leimen, Alemanha sendo parte de uma família católica. Aos 10 anos, foi seminarista em uma ordem católica. Apesar disso, aos 17 anos se alistou no exército e combateu ao lado dos nazistas no front, sendo preso na Bélgica. Aos 20 anos, com o fim da guerra, tornou-se padre. Formou-se no curso de teologia e filosofia na Universidade de Würzburgo em 1951. Foi enviado como missionário católico para a África do Sul, onde atuou como diretor de várias escolas, como o Francis College, em Marianhill. Em 1954, obteve o título de Bacharel de Artes pela Universidade da África do Sul e, um ano depois, graduou-se em educação universitária.
No final dos anos 1960, abandonou o clero e voltou à Alemanha, onde passou a estudar Gestalt-terapia. Mudou-se para Viena para estudar psicanálise. Ali, conheceu sua primeira esposa, Herta, uma psicoterapeuta.
Em 1973 se mudou para a Califórnia para estudar terapia primal com Arthur Janov. Lá, interessou-se pela análise transacional.
Hellinger se divorciou de Herta e casou-se com Marie Sophie. Com esta esposa, realizou cursos, oficinas e seminários em vários países.
Morreu em 19 de setembro de 2019 aos 93 anos de idade.